# Église Saint-Léger de Socx
Pour les articles homonymes, voir Église Saint-Léger.
L’église Saint-Léger est un édifice religieux catholique situé au cœur du village de Socx (France).
Il s'agit d'une église-halle en brique de style gothique tardif à trois nefs avec un clocher massif.

## Histoire
Le clocher a été construite à la fin du XVe. L'église a subi d'importants dégâts lors des troubles religieux de la seconde moitié du XVIe siècle et a été reconstruite sous une forme plus modeste à la fin de ce siècle. Les nefs de cette église-halle furent dotées d'une travée supplémentaire en 1894-1895 et le chœur fut rénové, sous la direction d'Omer Cockenpot. En 1890, la flèche s'est effondrée et elle a été reconstruite de 1897 à 1899 sous la direction d'Adolphe van Moe .
L'église a été endommagée pendant la Seconde Guerre mondiale et a été remise en service en 1960.
Le clocher fait l’objet d’une inscription au titre des monuments historiques depuis le 19 décembre 1944, protection étendue à la totalité de l'édifice par un arrêté du 7 février 2023.

## Intérieur
L'église possède des stalles de chœur du XVIIIe siècle ; deux reliquaires du XVIIIe siècle pour Saint Léger et Saint Gilles; un maître-autel du XVIIIe siècle et deux autels latéraux du XVIIIe siècle , dédiés respectivement à la Vierge et à Saint Léger ; des fonts baptismaux en marbre du XVIIIe siècle ; une chaire de 1775 ; un orgue de 1957.
La principale cloche (1700), qui provient du carillon de l’abbaye de Saint-Winoc de Bergues, est ornée d'une danse macabre.